# Lepanthes neillii
Lepanthes neillii är en orkidéart som beskrevs av L.Jost. Lepanthes neillii ingår i släktet Lepanthes och familjen orkidéer. Inga underarter finns listade i Catalogue of Life.